# Bernt Tunold
Bernt Tunold, född 25 februari 1877 i Selje, Nordfjord, död 23 januari 1946 i Bergen, var en norsk målare.
Tunold var starkt influerad av Nikolai Astrup. Han målade landskap från Vestlandet, särskilt från Nordfjord, hållna i en begränsad grön och grå färgskala, samt (1912–1913) från Nordland. Han målade även interiörbilder och stilleben.
Tunold är representerad vid Nasjonalmuseet i Oslo (landskapsmålningar från Selje från cirka 1908 till 1912) samt på Kode i Bergen.